# برینگ ایر
برینگ ایر (به انگلیسی: Bering Air) یک شرکت هواپیمایی با کد یاتا 8E است که در ۱۹۷۹ میلادی تأسیس شده است. دفتر مرکزی برینگ ایر در نوم، آلاسکا، ایالات متحده آمریکا واقع شده است و به ۲۹ مقصد، پرواز انجام می‌دهد.

## سوانح و حوادث
• در ۶ فوریه ۲۰۲۵ پرواز ۴۴۵ برینگ ایر یک سسنا ۲۰۸ کاروان که از فرودگاه آنالاکلت برخاسته بود در میانه راه ناپدید شد و روز بعد پیدا شد . تمام ۱۰ سرنشین هواپیما کشته شدند  پرواز ۴۴۵ اولین حادثه برینگ ایر از زمان تأسیس در سال ۱۹۷۹ بود.